# Bananendoos

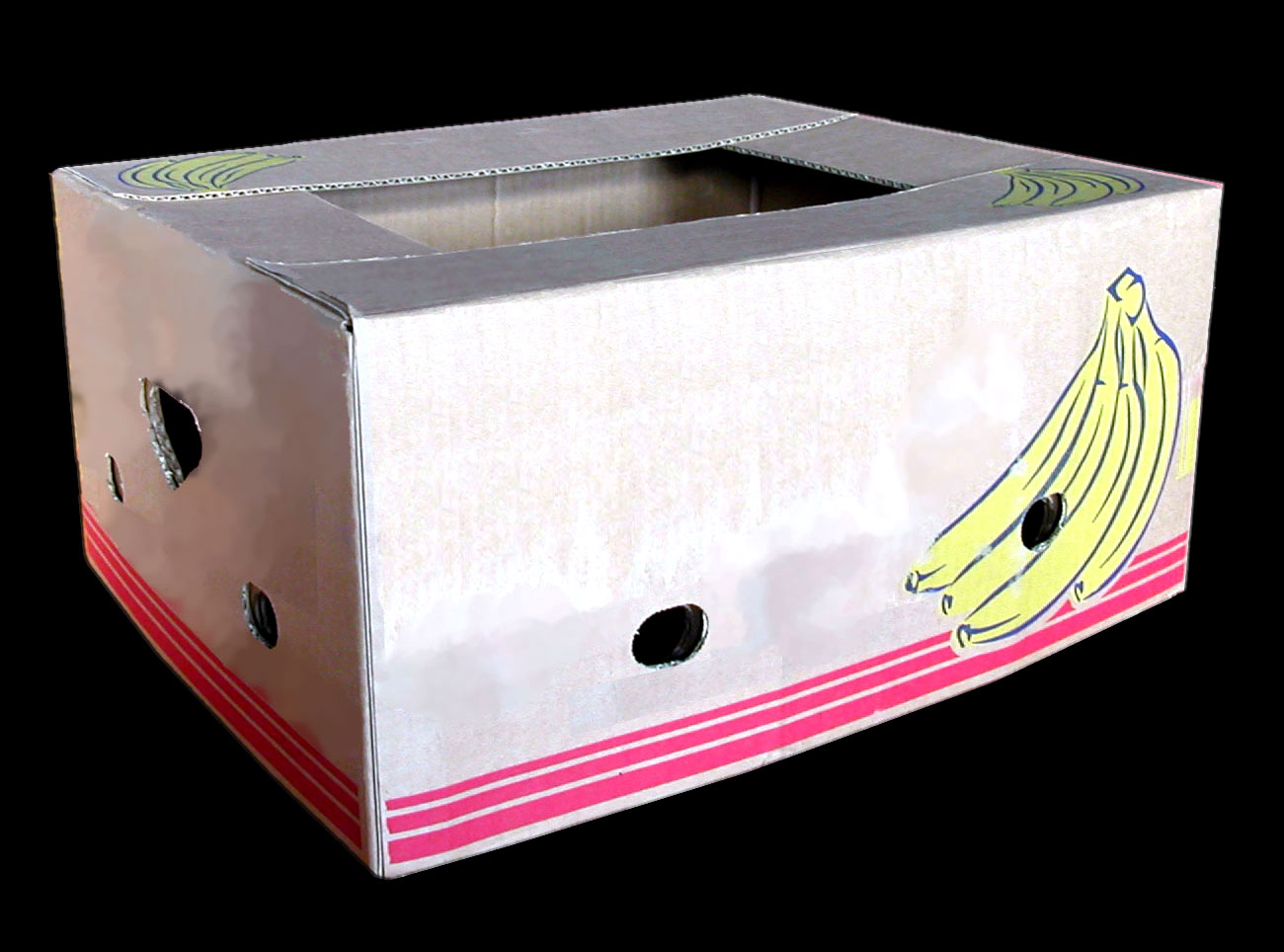
Bananendoos

Een bananendoos is een doos van stevig karton voor het transport van bananen. De bananendoos heeft een opening aan de onder- en bovenkant, die afgeschermd wordt met een stuk dun karton.
Een bananendoos kan een gewicht van ongeveer 18 kilogram dragen. De gebruikelijke afmetingen van een bananendoos zijn: hoogte 24,5 cm, breedte 53,5 cm en diepte 40 cm. De doos heeft daarmee een inhoud van zo'n 0,05 m³. 20 bananendozen beslaan ongeveer een kubieke meter.
Vanwege de stevigheid, stapelbaarheid en gunstige afmetingen worden bananendozen vaak gebruikt voor opslag of vervoer van voorwerpen. Zo zijn de dozen veelgebruikt bij verhuizingen, op boekenmarkten en in opslagruimtes.